# Лийметс, Эва-Мария
Эва-Мария Лийметс (эст. Eva-Maria Liimets, род. 31 мая 1974, Таллин, Эстонская ССР) — эстонский дипломат и государственный деятель. В прошлом — министр иностранных дел Эстонии (2021—2022), посол в Чехии, Словении и Хорватии (2017—2021).

## Биография

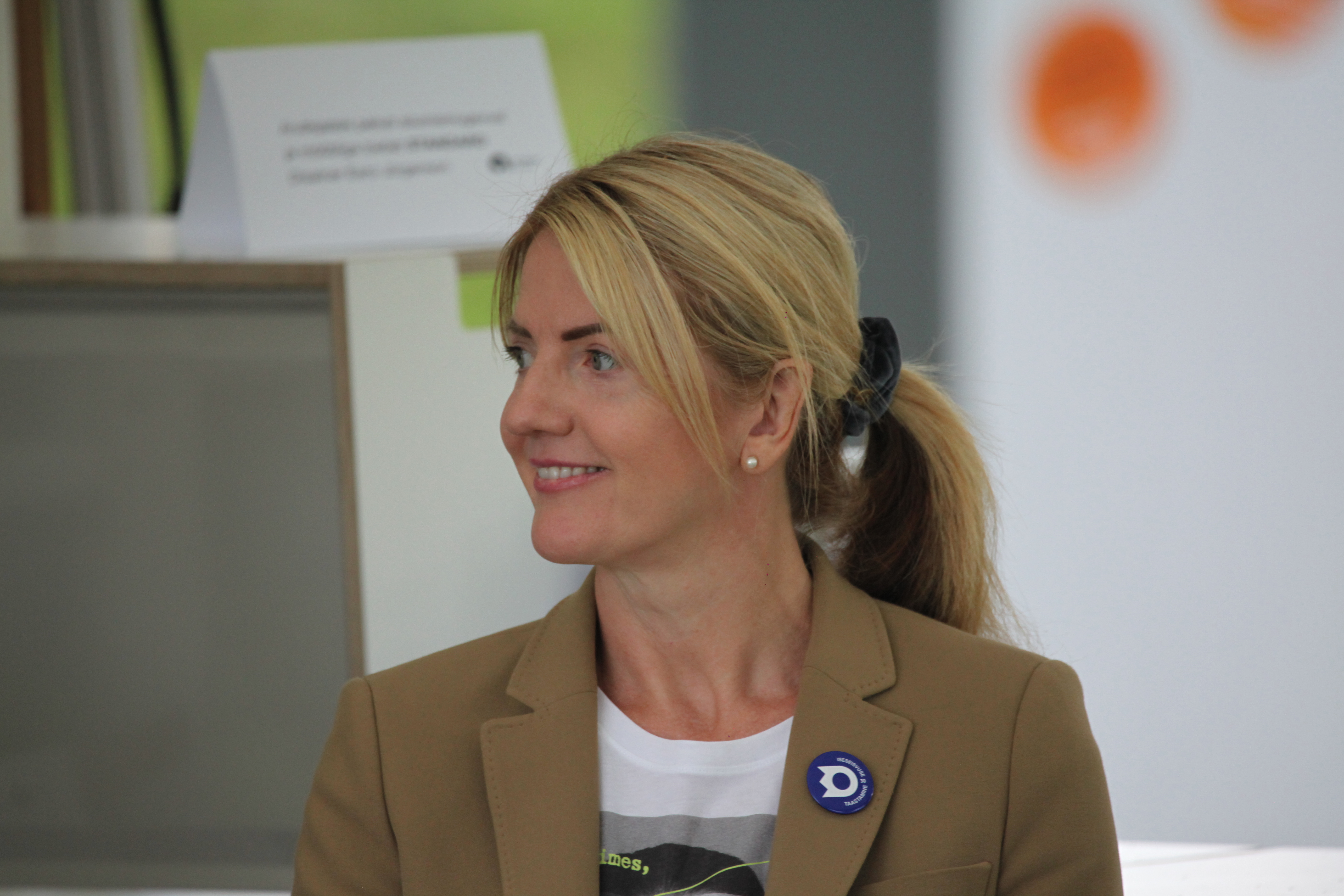
Эва-Мария Лийметс (2021)

Родилась 31 мая 1974 года в Таллине.
В 1996 году окончила Тартуский университет по специальности «государственное управление», а в 2005 году — Эстонскую школу бизнеса со степенью магистра в области управления международным бизнесом.
Начала работать в Министерстве иностранных дел в 1997 году. В 1999—2003 годах — экономический дипломат в посольстве в Риме, в 2003—2006 годах — второй секретарь политического управления Министерства иностранных дел, в 2006—2009 годах — первый секретарь, а затем заместитель главы посольства в Вашингтоне. В 2009—2014 годах — директор Управления международных организаций Министерства иностранных дел, в 2014—2017 годах — генеральный консул в Нью-Йорке, в 2017—2018 годах — советник Европейского департамента Министерства иностранных дел, в 2017—2021 годах — посол Эстонии в Чехии, Словении и Хорватии.
26 января 2021 года назначена министром иностранных дел в правительстве Каи Каллас. 3 июня 2022 года освобождена от должности.
Владеет английским, немецким, итальянским и русским языками.